# Convento de San Francisco (Ávila)
El convento de San Francisco es un templo católico desacralizado ubicado en la ciudad española de Ávila, en Castilla y León.

## Descripción

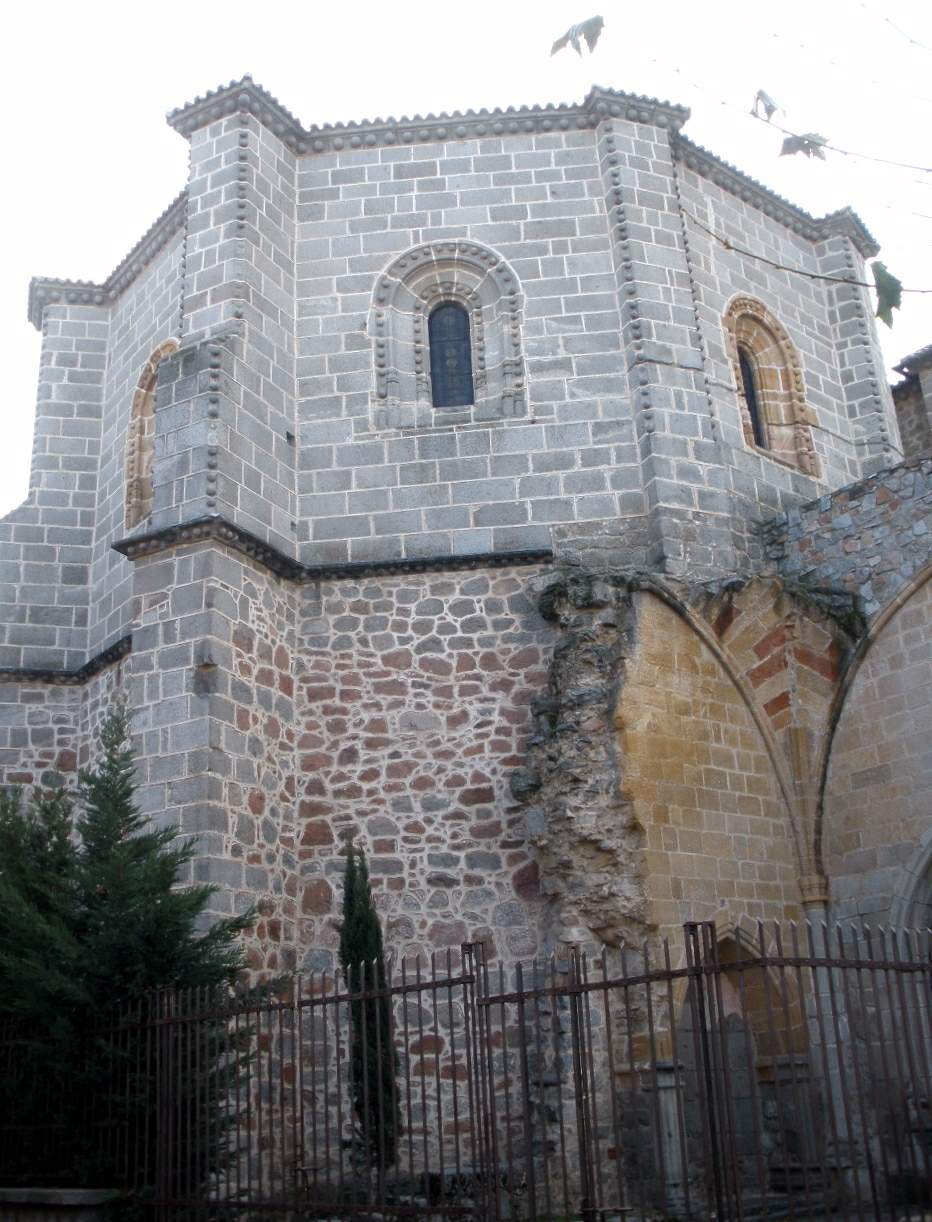

El edificio se encuentra extramuros en la ciudad de Ávila, capital de la provincia homónima, en Castilla y León.
Fue declarada monumento histórico-artístico, de carácter nacional, el 3 de junio de 1931, mediante un decreto publicado en la Gaceta de Madrid, y firmada por el presidente provisional de la república Niceto Alcalá-Zamora y por el ministro de Instrucción Pública y Bellas Artes Marcelino Domingo y Sanjúan.
Fundado antes de 1290, la iglesia fue reconstruida entre los siglos XIV y XVI en estilo gótico. En ruinas tras las invasiones napoleónicas y abandonado con las desamortizaciones del siglo XIX, cayo en ruina y ha sido rehabilitado como auditorio municipal.